# HD 101930
HD 101930 är en ensam stjärna belägen i den södra delen av stjärnbilden Kentauren. Den har en skenbar magnitud av ca 8,21 och kräver åtminstone en stark handkikare eller ett mindre teleskop för att kunna observeras. Baserat på parallaxmätning inom Hipparcosuppdraget på ca 34,2 mas, beräknas den befinna sig på ett avstånd på ca 95 ljusår (ca 29 parsek) från solen. Den rör sig bort från solen med en heliocentrisk radialhastighet på ca 18 km/s.

## Egenskaper
HD 101930 är en orange till gul stjärna i huvudserien av spektralklass K2 V+. Den har en massa som är ca 0,7 solmassor, en radie som är ca 0,8 solradier och har ca 0,5 gånger solens utstrålning av energi från dess fotosfär vid en effektiv temperatur av ca 5 100 K.

## Planetsystem
År 2005 hittades en exoplanet som kretsar kring stjärnan genom metoden med mätning av radialhastighet med HARPS-spektrografen.
| Planet | Massa    | Halv storaxel (AE) | Siderisk omloppstid (d) | Excentricitet | Inklination | Radie |
| ------ | -------- | ------------------ | ----------------------- | ------------- | ----------- | ----- |
| b      | >0,30 MJ | 0,302              | 70,46 ± 0,18            | 0,11 ± 0,02   | -           | -     |